# منتخب نيجيريا تحت 17 سنة لكرة القدم
منتخب نيجيريا تحت 17 سنة لكرة القدم هو ممثل نيجيريا الرسمي في المنافسات الدولية في كرة القدم في فئة كرة قدم تحت 17 سنة للرجال.